# 松原一枝
松原 一枝（まつばら かずえ、本名：古田 一枝（ふるた かずえ）、1916年1月31日 - 2011年1月31日）は、日本の作家。

## 略歴
山口県生まれ。大連に育つ。大連弥生高等女学校卒業、福岡女子高等専門学校（現在の福岡女子大学）卒業。1945年結婚、5年後に夫と死別。
大蔵事務官を務めながら創作を続け、1970年詩人矢山哲治をえがいた『お前よ美しくあれと声がする』で田村俊子賞受賞。
2011年1月31日、心不全のため東京都港区の病院で死去。95歳没。

## エピソード
1944年に満州を一人旅した際、牡丹江にある鏡泊湖を散策中に藤田実彦大佐と出会い、夕食をともにしたことがある。戦後、通化事件と藤田の関係を耳にしたことをきっかけに通化事件について複数の書籍を執筆している。また、事件後の通化に人民服で潜入したジャーナリスト門田隆将には事件実態や関係者について紹介している。

## 著書
- 故郷はねぢあやめ咲く（天佑書房、1942年）
- 雲は風を孕んで（天佑書房、1943年）
- 藤かゞみ（河出書房新社、1963年）
- お前よ美しくあれと声がする（集英社、1970年、のち潮文庫）
- 藤田大佐の最後（文芸春秋、1972年）
- 万葉夫人（サンケイ新聞社出版局、1974年）
- 電灯が三回点滅した…（エイジ出版、1982年3月）
- いつの日か国に帰らん（講談社、1983年4月）
- 今日よりは旅人か（文芸春秋、1985年2月）
- 今はもう帰らない 中国残留日本妻の四十年（海竜社、1986年7月）
- 大連ダンスホールの夜（荒地出版社、1994年10月、のち中公文庫）
- 中村天風「箴言」に学ぶ積極人生のすすめ（明石信吉共編著、日新報道、1994年5月）
- 中村天風先生積極人間の大原則 生き方が変わった幸運がひらけた（海竜社、1995年5月）
- 中村天風先生に学んだ強運をよぶ才能（海竜社、1997年3月）
- 中村天風活きて生きた男（中央公論新社、1999年4月）
- 改造社と山本実彦（南方新社、2000年4月）
- 通化事件 "関東軍の反乱"と参謀藤田実彦の最期 終戦秘史（チクマ秀版社、2003年8月）
- 幻の大連（新潮新書、2008年3月）
- 文士の私生活 昭和文壇交友録（新潮新書、2010年）